# آبشار برهان-بولاک
آبشار برهان-بولاک (به قزاقی: Burhan-bulak falls) یک آبشار در قزاقستان است که در Almaty Region, Kazakhstan واقع شده‌است.